# آلکتروسور
آلکتروسور (نام علمی: Alectrosaurus) نام یک گونه از کلاد تهی‌دم‌خزندگان است.

## پیوند به بیرون

مقایسه دایناسورهای دوره کرتاسه که در مغولستان زندگی می‌کردند (در این تصویر آلکتروسور به رنگ ارغوانی درآمده)